# Anabas testudineus
Il Persico scalatore è una specie di pesci d'acqua dolce appartenente alla famiglia degli Anabantidae (genere Anabas), originario del Subcontinente indiano e del Sud-est asiatico, ad ovest della Linea di Wallace. Una delle sue caratteristiche è quella di passare da un corso d'acqua (o stagno) ad un altro vicino salendo sulla riva e attraversando così piccoli tratti di terraferma e fuori dell'acqua, in ambiente opportunamente umido, può sopravvivere più giorni. Edule, nel Sud-est asiatico è un importante alimento.

## Caratteristiche
L'Anabas testudineus può raggiungere una lunghezza compresa fra i 23 ed i 25 cm.
La colorazione degli esemplari viventi va dal grigio-chiaro al grigio-scuro. La parte inferiore è molto chiara mentre quella superiore è verde-oliva scuro. Sulla testa, verso la pancia, corrono lunghe strisce, sul bordo interno della copertura dell'opercolo si trova una macchia scura.
Sulla linea laterale vi sono da 26 a 32 squame. Le squame sono grosse e disposte regolarmente. L'iride è di color rosso

## Diffusione edhabitat
L'Anabas testudineus è largamente diffuso nel Sud-est asiatico: la zona di diffusione va dal Subcontinente indiano alla linea di Wallace ed infine fino in  Cina.
Esso vive in fiumi di portata media fino a grande, nei canali e nei fossati per irrigazione, nei laghi, nelle paludi e nelle risaie.

## Modo di vita
Per spostarsi sul terreno l'Anabas testudineus adotta un movimento ondulato del proprio corpo e utilizza la copertura spinosa del suo opercolo, favorendo così la respirazione con il suo organo labirintico, potendo in questo modo percorrere fino a 180 metri in una notte. Si nutre di piante e di avannotti.
Può trascinarsi all'asciutto alla ricerca di pozze d'acqua migliori, e può persino arrampicarsi sugli alberi.